# Riza Halimi
Pour les articles homonymes, voir Halimi.
Riza Halimi, en serbe cyrillique Риза Халими (né le 16 septembre 1947 à Preševo), est un homme politique albanophone de Serbie. Il a été fondateur du Parti d'action démocratique et son président de 1990 à 2016, un parti politique qui défend les intérêts des Albanais de la vallée de Preševo.
Riza Halimi est professeur. Il a été maire de Preševo. Aux élections législatives serbes de 2007, il a été élu député au Parlement de Serbie. Contrairement à d'autres personnalités albanaises de Serbie, il annoncé qu'il se présenterait aux élections législatives anticipées du 11 mai 2008,.